# Lamachus consimilis
Lamachus consimilis là một loài tò vò trong họ Ichneumonidae.